# Hardbakke
Hardbakke is een plaats in de Noorse gemeente Solund, provincie Vestland. Hardbakke telt 244 inwoners (2007) en heeft een oppervlakte van 0,29 km².